# Íslendingadrápa
Íslendingadrápa (Drapa om islänningar) är en isländsk skaldedikt som troligen tillkommit under 1100-talets senare hälft. Dikten har endast bevarats i handskriften AM 748 Ib, 4°, som är en av Snorra-Eddans huvudhandskrifter. Som författare nämns en viss Haukr Valdísarson, om vilken vi ingenting vet mer än att hans mor hette Valdís. (Efternamnet är ett metronymikon.)
Namnet Íslendingadrápa är handskriftens egen överskrift till dikten. Men någon drápa rör det sig inte om, eftersom stef (omkväde) och balkindelning saknas. I den form som dikten har bevarats består den av 26 strofer på dróttkvætt samt två rader ur en stympad strof. Slutet saknas och det är okänt hur mycket som har gått förlorat. Finnur Jónsson trodde att dikten knappast kan ha innehållit fler än cirka 30 strofer, men det har också gissats att den har varit dubbelt så lång.

## Innehåll och disposition
I och med vikingatidens slut började hirdskaldernas storhetstid löpa till ända. På Island övertogs skaldediktningen alltmer av munkar och boklärda, vilka drömde sig tillbaka till sagatidens bragder. Íslendingadrápa kan ses som ett uttryck för denna trend.
I inledningen, där skalden ber om åhörarnas uppmärksamhet, säger han sig vilja "uppräkna" och besjunga "tappra islänningar". Men mer än en strof vardera tilldelas inte dessa "tappra" – och ibland blir det bara en halvstrof. Personerna beskrivs alltså ytterst knapphändigt – skaldens önskan har enbart varit att besjunga deras mod och krigiska bedrifter. Dikten blir därför ett koncentrat av sagatidens holmgångar och blodshämndsfejder – och ett och annat fältslag där någon islänning deltagit omtalas också. Sköldar klyvs, och brynjor och svärd färgas röda. Skalden söker även förmedla olika nekrofagers förtjusning över hjältarnas framfart: Örn och korp mättas på de fallnas lik, och även ulvar kan äta sig mätta.
Mitt i denna heroiska blodspillan finns också ett fall av antytt näsblod. Det är den tappre "skalden Bjarne" som i strof 16 hyllas för att ha slungat sitt mjödhorn i näsan på hedningen Håkon jarl. Ingen kunde i den stunden beskylla Bjarne för bristande mod, står det i dikten, men mer om händelsen får vi inte veta.
En enda strof har ett fredligt innehåll. Det är strof 22, där hövdingen Síðu-Hallr prisas för sin lagklokhet och för att ha fostrat duktiga söner. Visserligen omtalas också han som en stor krigare – men hans krigiska dåd exemplifieras inte.
Dikten följer ingen tydlig disposition. Varje hjälte är huvudperson i sin egen strof (eller halvstrof), men med några få undantag är strofernas inbördes ordning nästan slumpmässig. Den lösliga kompositionen gör det omöjligt att skönja om dikten har haft balkindelning, det vill säga om den i ett ursprungligare skick har varit en drápa med stef.

## Datering
Dateringen av Íslendingadrápa har varit omstridd.
Guðbrandur Vigfússon såg det som mest sannolikt att Haukr Valdísarsons källor var släktsagorna. Eftersom dessa inte började skrivas förrän på 1200-talet daterade han Íslendingadrápa till sent 1200-tal. Men dikten nämner även personer och händelser som är helt okända i sagorna, varför han antog att Haukr också måste ha känt till sagor som i dag är restlöst förlorade.
Finnur Jónsson noterade att Íslendingadrápa inte bara innehåller en del uppgifter som inte finns i existerande sagor, utan även kommer med påståenden som strider mot vad som står i sagorna. Eftersom han tyckte att hela framställningen i Íslendingadrápa, liksom språkformer, mycket bättre stämmer in på 1100-talet än på 1200-talet, drog han slutsatsen att författaren uteslutande måste ha hämtat sina uppgifter från muntlig tradition. Muntligt berättande är också vad skalden själv hänvisar till i sin "drapa" – om hans ord ska tolkas bokstavligt. Flera gånger förekommer uttrycken "det sägs" eller "jag har hört att...". Skalden åberopar alltså vad han hört berättas.
Ett problem med att se muntlig tradition som ensam källa har varit att det på några ställen i dikten finns en mycket tydlig likhet i små detaljer (även formuleringar) mellan dikten och vad som står i sagorna. Några forskare har därför dragit slutsatsen att Haukr Valdísarson trots allt måste ha känt till de skrivna sagorna, men i så fall kan dikten inte vara äldre än från 1200-talet. Jónas Kristjánsson har dock visat att dessa överensstämmelser enklast kan förklaras med att Íslendingadrápa och släktsagorna har haft gemensamma källor, nämligen skaldedikter. Dessa skaldedikter är äldre än islänningasagorna, där de ibland citeras, och de är också äldre än Íslendingadrápa. Därmed bortfaller huvudskälet för den sena dateringen, varför Finnur Jónssons datering till 1100-talet verkar vara den i dag mest accepterade.

## De personer som hyllas iÍslendingadrápa
Siffra inom parentes anger den strof vari personen omtalas.
| - Brodd-Helgi (3) - Geitir [Lýtingsson] (3) - Bjarni Brodd-Helgason (4) - Þorkell Geitisson (5) - Helgi Droplaugarson (6) - Helgi Ásbjarnarson (7) - Grímr Droplaugarson (8) - Þórólfr Skalla-Grímsson (9) - Egill Skalla-Grímsson (10) | - Glúmr Geirason (11) - Hallfrøðr [vandræðaskáld] (12) - Þórálfr Skólmsson (13) - Finnbogi rammi (14) - Ormr Stórólfsson (15) - Bjarni skáld (16) - Grettir [Ásmundarson] (17) - Þorleifr [jarlsskáld] (18) - Ormr skógarnef (19) | - Gaukr Trandilsson (19) - Gunnarr [Hámundarson] (20) - Miðfjarðar-Skeggi (21) - Síðu-Hallr (22) - Þorsteinn Síðu-Hallsson (23) - Hólmgǫngu-Bersi (24) - Kormakr [Ǫgmundarson] (25) - Þórarinn kappi Steinarsson (26) - Hólmgǫngu-Starri (27) |  |